# Летние Олимпийские игры 2028
Летние Олимпийские игры 2028 (англ. 2028 Summer Olympics, фр. Jeux olympiques d'été de 2028, официальное название  XXXIV летние Олимпийские игры) — 34-е по счёту летние Олимпийские игры, которые планируется провести летом 2028 года в Лос-Анджелесе.
Париж и Лос-Анджелес стали единственными официальными кандидатами на проведение летних Олимпийских игр 2024 года. 31 июля 2017 года власти Лос-Анджелеса и руководство МОК достигли соглашения о снятии Лос-Анджелесом заявки на 2024 год и o проведении в городе Игр 2028 года. Официальное объявление столицы Олимпийских игр 2028 состоялось 13 сентября 2017 года на 130-й сессии МОК в Лиме.
На летних Олимпийских играх 2028 в Лос-Анджелесе запретят использование автомобилей. Администрация города пообещала сделать Олимпиаду самой экологичной в истории.

## Определение города

### Официальные кандидаты
Париж (Франция) уже ранее принимал летние Игры 1900 и 1924 годов. Во Франции Игры последний раз проходили в 1992 году, когда зимние соревнования принимал Альбервиль. 13 апреля 2015 года администрация Парижа официально проголосовала за подачу заявки на 2024 год. Заявка была подана 23 июня 2015 года.
 Лос-Анджелес (США) также дважды принимал летние Игры (1932 и 1984). США последний раз принимали летние Игры в 1996 году в Атланте. Нью-Йорк претендовал на летние Игры 2012 года, но уступил Лондону, Чикаго отправлял заявку на проведение Игр 2016 года, но выбор был сделан в пользу Рио-де-Жанейро. На Игры 2020 года США свою заявку не отправляли. НОК США разослал предложения на проведения летних Игр 2024 года в различные города своего государства. Желание принять игры выразили следующие города: Филадельфия, Вашингтон, Бостон, Чикаго, Сан-Франциско, Лос-Анджелес, Даллас и Сан-Диего. Летом 2014 года НОК США оставил четырёх кандидатов: Бостон, Лос-Анджелес, Сан-Франциско и Вашингтон. 7 ноября 2014 года НОК США остановил свой выбор на Бостоне. Однако, в июле 2015 года стало известно, что Бостон не будет претендовать на проведение Игр. Причиной стало то, что идея проведения Игр не находит всеобщей поддержки в городе, как среди жителей, так и среди администрации, а также отношение руководства Олимпийского комитета США, которое было недовольно неполной заинтересованностью Бостона в проведении Игр. Тогда было принято решение подачи заявки на проведение Игр 2024 года от Лос-Анджелеса.

### Принятие решения
В июне 2017 года Исполнительный комитет МОК принял решение об одновременном назначении обоих городов-кандидатов столицами Олимпийских игр — в 2024 и 2028 году, что может стать началом пересмотра существующего процесса отбора кандидатов в ситуации, когда всё меньше городов выражают своё желание на проведение Олимпиады. Двойное определение мест проведения Олимпиады уже однажды имело место. Так, в 1921 году были определены столицы Олимпийских игр 1924 года в Париже и 1928 года в Амстердаме. Это решение было подтверждено на внеочередной сессии Международного олимпийского комитета в Лозанне 11 июля 2017 года.
31 июля 2017 года власти Лос-Анджелеса и руководство МОК достигли соглашения о проведении в городе летних Олимпийских игр 2028 года. Тем самым Лос-Анджелес уступил Парижу право на проведение летней Олимпиады 2024 года. Сообщается, что на это решение повлияла также и премия в 1,8 миллиардов долларов, которые МОК выплатит Лос-Анджелесу за то, что тот добровольно снимет свою заявку на проведение Игр 2024 года. Часть денег должна будет потрачена на поддержку молодёжного спорта в городе, а также на организацию самих Игр, общая стоимость которых оценивается в 5,3 миллиардов долларов.
13 сентября 2017 года в Лиме на 130-й сессии МОК Лос-Анджелес был официально объявлен столицей Олимпийских игр 2028 года. Впервые в истории Олимпийских игр столица очередных соревнований была выбрана за 11 лет до их проведения.

## Эмблема
В сентябре 2020 года олимпийский комитет Лос-Анджелеса представил официальную эмблему Игр. В отличие от прошлых олимпийских логотипов, эмблема 2028 постоянно меняется, отражая творческий потенциал и разнообразие Лос-Анджелеса. Эмблема состоит из четырех элементов: вверху расположены буквы «L» и «A», под ними — цифры «2» и «8», которые обозначают год проведения игр, ещё ниже расположены олимпийские кольца. Элементы «L», «2» и «8» выполнены в чёрном цвете и остаются неизменными, в то время как «A» постоянно меняется. Варианты элемента «A» были созданы в сотрудничестве со спортсменами, художниками, дизайнерами и другими знаменитостями, среди которых были певица Билли Айлиш, индийско-канадский комик Лилли Сингх, актриса Риз Уизерспун и другие.

## Виды спорта
13 октября 2023 года Исполком МОК утвердил включение в программу летних Олимпийских игр 2028 года флаг-футбола, крикета, лякросса, бейсбола/софтбола и сквоша. Данное решение было подтверждено на 121-й сессии МОК в Мумбаи 16 октября. Сквош и флаг-футбол дебютируют на Олимпийских играх. Крикет вернётся в программу Олимпийских игр спустя 128 лет. Лякросс входил в официальную программу Олимпийских игр в 1904 и 1908 годах. Бейсбол был ранее представлен на Играх 1992, 1996, 2000, 2004, 2008 и 2020 годов. Софтбол был представлен на тех же Играх, что и бейсбол, кроме 1992 года.
Финальная программа летних Олимпийских игр 2028 года была опубликована 10 апреля 2025 года.
Всего будет разыгран 351 комплект наград — на 22 больше, чем на летних Олимпийских играх 2024.
В сравнении с летними Олимпийскими играми 2024, в программу были добавлены следующие дисциплины:
- водные виды — плавание: 50 м на спине, 50 м брасс, 50 м баттерфляй — у мужчин и у женщин;
- стрельба из лука: блочный лук – смешанные командные соревнования;
- лёгкая атлетика: смешанная эстафета 4x100 м;
- бокс: одна весовая категория у женщин;
- гольф: смешанные командные соревнования;
- гимнастика — спортивная: смешанные командные соревнования;
- академическая гребля — прибрежная пляжная гребля – спринт: соло — у мужчин и у женщин; смешанная двойка парная;
- скалолазание: «трудность», «боулдер» — у мужчин и у женщин;
- настольный теннис: смешанные командные соревнования;
- крикет (разновидность Twenty20): турниры у мужчин и у женщин;
- флаг-футбол: турниры у мужчин и у женщин;
- бейсбол/софтбол: мужской турнир в бейсболе и женский турнир в софтболе;
- лакросс (разновидность Sixies): турниры у мужчин и у женщин;
- сквош: одиночный разряд — у мужчин и у женщин.

Из программы были удалены следующие дисциплины:
- лёгкая атлетика: смешанная эстафета в ходьбе по шоссе на дистанцию марафона;
- академическая гребля: двойка парная лёгкого веса — у мужчин и у женщин;
- скалолазание: комбинация («трудность» и «боулдер») — у мужчин и у женщин;
- брейкинг: B-Boys — у мужчин; B-Girls — у женщин.

Также произошли некоторые изменения дисциплин:
- водные виды — синхронное плавание: соревнования групп переведены из категории женских в смешанные;
- лёгкая атлетика: в ходьбе по шоссе вместо дистанции 20 км введена дистанция полумарафона — у мужчин и у женщин;
- бокс: обновлён список мужских весовых категорий: 55 кг, 60 кг, 65 кг, 70 кг, 80 кг, 90 кг, +90 кг (ранее были категории 51 кг, 57 кг, 63.5 кг, 71 кг, 80 кг, 92 кг, +92 кг); обновлён список женских весовых категорий: 51 кг, 54 кг, 57 кг, 60 кг, 65 кг, 70 кг, 75 кг (ранее были категории 50 кг, 54 кг, 57 кг, 60 кг, 66 кг, 75 кг);
- современное пятиборье: в индивидуальных соревнованиях вместо конкура введена гонка по полосе препятствий — у мужчин и у женщин;
- стрельба: вместо смешанных командных соревнований в дисциплине «скит» добавлены смешанные командные соревнования в дисциплине «трап»;
- настольный теннис: вместо командных соревнований добавлен парный разряд — у мужчин и у женщин;
- тяжёлая атлетика: будут обновлены списки весовых категорий у мужчин и у женщин, но окончательное решение по ним ещё не принято.

В турнире по водному поло у женщин число команд увеличено с 10 до 12.
В турнирах по баскетболу 3x3 число команд увеличено с 8 до 12 — у мужчин и у женщин.
В турнире по футболу у мужчин число команд уменьшено с 16 до 12.
В турнире по футболу у женщин число команд увеличено с 12 до 16.
В турнирах по крикету-Twenty20, флаг-футболу, бейсболу/софтболу, лакроссу-Sixies примет участие по 6 команд — у мужчин и у женщин.
15 июля 2025 года стало известно расписание Игр. 12 июля 2028 года начнутся предварительные соревнования в нескольких видах спорта. 15 июля будут разыграны первые комплекты наград. Последние медали будут разыграны 30 июля, в тот же день пройдёт церемония закрытия.